# Semper Constantia Privatbank
Die Semper Constantia Privatbank Aktiengesellschaft war eine österreichische Bank.
Die Semper Constantia Privatbank, ehemalige Constantia Privatbank AG, wurde 1986 von der Industriellenfamilie Turnauer gegründet. Schwerpunkt der Tätigkeit war die Vermögensverwaltung von vermögenden oder adeligen Kunden. Zuletzt war sie im Besitz von Christine de Castelbajac, der Tochter Herbert Turnauers.
Aufgrund der engen Verstrickung mit der Immofinanz AG bzw. der Immoeast AG und eines Liquiditätsengpasses im Zug der Wirtschaftskrise 2008 wurde die Bank im Oktober 2008 von der Aviso Gamma GmbH, einer Tochter der fünf größten österreichischen Banken (Bank Austria, Erste Bank, RZB, ÖVAG und BAWAG) übernommen. Der österreichische Staat bürgte dabei für 400 Mio. Euro, die Oesterreichische Nationalbank (OeNB) bürgte für zusätzliche 50 Mio. Euro.
Seit dem 30. Dezember 2009 firmierte die Bank als Semper Constantia Privatbank Aktiengesellschaft und wurde ab dem 22. Juni 2010 von den derzeitigen Eigentümern (u. a. einer Stiftung des Industriellen Hans Peter Haselsteiner sowie dem Sanierer Erhard F. Grossnigg) übernommen.
Im Mai 2012 wurde der Einstieg des Industriellen Herbert W. Liaunig, des damaligen Siemens-Chefs Peter Löscher, des Fruchtsaftherstellers Franz Rauch und von Christian Planegger (Ventrex Automotive) als neue Miteigentümer bei der Semper Constantia Privatbank bekannt. Der geplante Einstieg von Peter Löscher sowie Christian Planegger scheiterte.
Im Dezember 2017 wurde die Übernahme der Semper Constantia Privatbank AG durch die Liechtensteinische Landesbank um 185 Millionen Euro bekannt.